# Сяргозеро (озеро, Винницкое сельское поселение)
Сяргозеро — пресноводное озеро на территории Винницкого сельского поселения Подпорожского района Ленинградской области.

## Общие сведения
Площадь озера — 0,8 км², площадь водосборного бассейна — 28,7 км². Располагается на высоте 112,1 метров над уровнем моря.
Форма озера лопастная, продолговатая: оно более чем на три километра вытянуто с запада на восток. Берега изрезанные, каменисто-песчаные, преимущественно возвышенные.
Через Сяргозеро течёт безымянный водоток, вытекающий из Кимозера и впадающий с правого берега в реку Вытмусу, впадающую, в свою очередь, в Шокшозеро. Из последнего берёт начало река Шокша, впадающая в Оять, левый приток Свири.
Ближе к южному берегу озера расположены три небольших острова без названия.
Вдоль северного берега Сяргозера проходит дорога местного значения 41К-016 («Станция Оять — Алёховщина — Надпорожье — Плотично (от автодороги „Кола“)»).
Населённые пункты вблизи водоёма отсутствуют.
Код объекта в государственном водном реестре — 01040100811102000015678.